# (58175) 1990 SE15
1990 أس إي 15 (ويعرف أيضًا باسم (58175) 1990 أس إي 15 وفق تسمية الكوكب الصغير) (بالإنجليزية: 1990 SE15)‏ هو كويكب ضمن حزام الكويكبات؛ وترتيبه 58175 من حيث الاكتشاف.
اكتُشف هذا الجُرم الفلكي بواسطة هنري هولت إي في 17 سبتمبر 1990.

## وصلات خارجية
- (58175) 1990 SE15 في قاعدة بيانات مختبر الدفع النفاث لأجرام النظام الشمسي الصغيرة

- الاكتشاف · مخطط المدار ·  العناصر المدارية · المعلمات المادية

- (58175) 1990 SE15 على موقع ويكي سكاي: DSS2, SDSS, GALEX, IRAS, Hydrogen α, X-Ray, Astrophoto, Sky Map, Articles and images